# ホラアナハイエナ
ホラアナハイエナまたはドウクツハイエナまたはケーブハイエナ(Crocuta crocuta spelaea)は絶滅したブチハイエナの1亜種。第四紀更新世前期のユーラシア大陸北部に生息した。体長約1.5メートルに達し、ハイエナ科の哺乳類の中で最大級の分類群である。骨の破砕に適しており、冨田幸光『新版 絶滅哺乳類図鑑』では、マンモスやケサイの遺骸からも食餌を取っていたと思弁されている。
学名は化石が石灰岩の洞窟から発見されたことに由来する。他の化石の産地に基づき、生息環境はステップ気候から半乾燥気候であったと推測されている。
また、現生のブチハイエナと同じく頻繁に序列争いが起きて命を落とす個体もおり、共食いが起こっていたとされる。